# Мюллер, Анри
Анри́ Мюлле́р (фр. Henri Müller) — французский кёрлингист.
В составе мужской сборной Франции участник чемпионата мира 1980 (заняли десятое место) и двух чемпионатов Европы (оба раза восьмое место). Чемпион Франции среди мужчин.
Играл в основном на позициях четвёртого и первого, несколько сезонов был скипом команды.

## Достижения
- Чемпионат Франции по кёрлингу среди мужчин: золото (1980)[2].

## Команды
| Сезон   | Четвёртый   | Третий          | Второй              | Первый         | Турниры            |
| ------- | ----------- | --------------- | ------------------- | -------------- | ------------------ |
| 1979—80 | Рене Робер  | Жан-Марк Косере | Клод Грофф          | Анри Мюллер    | ЧМ 1980 (10 место) |
| 1982—83 | Анри Мюллер | Рене Робер      | Fernand Schillinger | Albert Lecomte | ЧЕ 1982 (8 место)  |
| 1983—84 | Анри Мюллер | Рене Робер      | Fernand Schillinger | Клод Грофф     | ЧЕ 1983 (8 место)  |

(скипы выделены полужирным шрифтом)